# Otto Tibulski
Ötte Tibulsky (ur. 15 grudnia 1912 w Gelsenkirchen, zm. 25 lutego 1991 tamże) – niemiecki piłkarz grający na pozycji obrońcy, reprezentant kraju (jako reprezentant III Rzeszy).
Reprezentował barwy Schalke Gelsenkirchen (sześciokrotny mistrz Niemiec, zdobywca Pucharu Niemiec, 11-krotny mistrz Gauligi Westfalen) oraz gościnnie Viktorii Kolonia oraz FV Bonn. Wystąpił w ponad 1000 meczach w barwach Schalke Gelsenkirchen i był jednym z najlepszych zawodników w historii klubu.

## Kariera piłkarska

### Lata międzywojenne
Otto Tibulski karierę piłkarską rozpoczął w juniorach Schalke Gelsenkirchen, w którym w 1930 roku wraz z Hansem Bornemannem i Hansem Rosenem (obaj 1913–1966) z Rudim Gelleschem (1914–1990) i Adolfem Urbanem (1914–1943) przeszedł do seniorskiej drużyny, w której również występował jego starszy brat – Hans (1909–1976), który w 1933 roku przeniósł się do Werderu Brema. Jednak debiut w barwach Królewsko-Niebieskich zaliczył dopiero 4 września 1932 roku w wygranym 2:0 meczu domowym z SG Gladbeck. Na początku kariery grał na pozycji prawoskrzydłowego, a potem grał na pozycji lewoskrzydłowego (Tibulski kilka lat później przyznał, że to była jego ulubiona pozycja).
Dopiero w 1936 roku po odejściu Alfreda Jaczka oraz Hermanna Nattkämpera z Królewsko-Niebieskich, w meczu o 3. miejsce mistrzostw Niemiec, który zakończył się zwycięstwem Królewsko-Niebieskich 8:1 meczu z Vorwärts-Rasensport Gleiwitz po raz pierwszy wystąpił na środkowej obronie i od tego momentu stał się jednym z kluczowych zawodników Królewsko-Niebieskich prowadzonych przez trenera Hansa Schmidta. Tibulski po latach powiedział. „Nigdy nie przyjąłem roli zwykłego stopera w dzisiejszym sensie. Byłem na to zbyt wielkim graczem i zakochałem się w piłce”.
Ernst Kuzorra kilka lat później powiedział o Tibulskim: „Ötte był wyjątkowy w swoim rodzaju. Brał udział w naszych połączeniach z elegancją i sprytem Franza Beckenbauera. Zjechał z ronda Schalke i zachował spokój, kierując obroną razem z bramkarzem Hansem Klodtem.

### II wojna światowa
Podczas II wojny światowej Tibulski gościnnie występował w po pobycie w szpitalu w Berlinie (po tym jak został ranny na froncie wschodnim) w Herthcie Berlin (od 16 listopada 1941 do 11 stycznia 1942), w Viktorii Kolonia (1942) oraz w FV Bonn (1943). W 1941 roku wystąpił w filmie reżyserii Roberta Adolfa Stemmle pt. Wielka Gra, w którym zagrał rolę piłkarza.

### Po zakończeniu II wojny światowej
Po zakończeniu II wojny światowej występował w marcu i czerwcu 1946 roku w meczach drużyny zachodnich Niemiec z drużyną południowych Niemiec (przegrane 0:3, 3:4) oraz w kwietniu 1948 roku w wygranym 3:0 meczu z drużyną północnych Niemiec, natomiast w maju 1948 roku wystąpił w przegranym 2:1 meczu drużyny północno-zachodnich Niemiec z drużyną południowych Niemiec, w których kierował grą obrony swoich zespołów. 12 grudnia 1948 roku w meczu ligowym przeciwko Rot-Weiß Oberhausen odniósł poważną kontuzję (złamanie kostki goleni), w wyniku której przez siedem tygodni przebywał w szpitalu Bergmannsheil w Buer, a także został zmuszony do zakończenia kariery piłkarskiej. Królewsko-Niebiescy w sezonie 1948/1949 zajęło przedostatnie 13. miejsce w Oberlidze zachodniej, jednak klub pozostał w lidze, gdyż grupa zachodnia w sezonie 1949/1950 została rozszerzona o dwa kluby: Bayer Leverkusen i VfL Benrath.
Tibulski łącznie dla Królewsko-Niebieskich rozegrał 273 mecze, w których zdobył 26 goli (162 mecze/18 goli w Gaulidze Westfalen, 77 meczów/7 goli w mistrzostwach Niemiec, 34 mecze/1 gol w Pucharze Niemiec).

## Kariera reprezentacyjna
Otto Tibulski w latach 1936–1939 rozegrał 2 mecze w reprezentacji III Rzeszy. Debiut zaliczył 27 września 1936 roku w Krefeldzie w wygranym 7:2 meczu towarzyskim z reprezentacją Luksemburga, natomiast ostatni mecz w reprezentacji III Rzeszy rozegrał 26 lutego 1939 roku w Berlinie w wygranym 3:2 meczu towarzyskim z reprezentacją Jugosławii.
2 października 1938 roku wystąpił w nieoficjalnym wygranym 1:3 meczu towarzyskim reprezentacji III Rzeszy z reprezentacją Bułgarii rozegranym w Sofii, w którym jako szef obrony miał wsparcie szybkich zawodników, takich jak: Ludwig Männer i Hans Rohde. Do końca II wojny światowej był uważany za jednego z najlepszych niemieckich piłkarzy (szybko biegał oraz świetnie grał w powietrzu), jednak przy 172 cm wzrostu jego styl gry nie był wystarczająco prosty oraz zbyt ozdobny, przez co selekcjoner reprezentacji III Rzeszy – Sepp Herberger dawał pierwszeństwo zawodnikom wyższym i czysto grającym w obronie, takim jak: Ludwig Goldbrunner i Reinhold Münzenberg.

## Statystyki

### Reprezentacyjne
| Reprezentacja | Rok     | Mecze | Gole |
| ------------- | ------- | ----- | ---- |
| III Rzesza    | 1936    | 1     | 0    |
| III Rzesza    | 1939    | 1     | 0    |
| Łącznie       | Łącznie | 2     | 0    |

| Mecze w reprezentacji | Mecze w reprezentacji | Mecze w reprezentacji | Mecze w reprezentacji | Mecze w reprezentacji | Mecze w reprezentacji | Mecze w reprezentacji |
| Lp.                   | Data                  | Miasto                | Przeciwnik            | Wynik                 | Rozgrywki             | Uwagi                 |
| --------------------- | --------------------- | --------------------- | --------------------- | --------------------- | --------------------- | --------------------- |
| 1.                    | 27.09.1936            | Krefeld               | Luksemburg            | 7:2                   | Towarzyski            | 90'                   |
| 2.                    | 26.02.1939            | Berlin                | Jugosławia            | 3:2                   | Towarzyski            | 90'                   |

## Styl gry
Otto Tibulski imponował elegancką, techniczną, inteligentną grą oraz znakomitymi podaniami, a także szybko biegał oraz świetnie grał w powietrzu.

## Sukcesy
Schalke Gelsenkirchen
- Mistrzostwo Niemiec: 1934, 1935, 1937, 1939, 1940, 1942
- Wicemistrzostwo Niemiec: 1933, 1938, 1941
- 3. miejsce mistrzostw Niemiec: 1936
- Puchar Niemiec: 1937
- Finał Pucharu Niemiec: 1935, 1936, 1941, 1942
- Mistrzostwo Gauligi Westfalen: 1934, 1935, 1936, 1937, 1938, 1939, 1940, 1941, 1942, 1943, 1944

## Filmografia
- 1941: Wielka Gra – piłkarz

## Po zakończeniu kariery
Po zakończeniu kariery Otto Tibulski wraz z żoną Gertrud, pochodzącą ze Stuttgartu (poznał podczas finału mistrzostw Niemiec 1934/1935 w Kolonii, w którym Schalke Gelsenkirchen grało z VfB Stuttgart (6:4)), prowadził restaurację klubu Schalke Gelsenkirchen przy Glückauf-Kampfbahn, a potem prowadził restaurację w Marl.

## Nazwisko
Zapis nazwiska Tibulsky jest udokumentowany na nagrobku piłkarza, na karcie z autografem, w książce adresowej z 1951 roku, na stoisku honorowym Schalke Gelsenkirchen. Jednak pisownia z i na końcu jest również bardzo powszechna, można ją znaleźć między innymi w książce adresowej Gelsenkirchen z 1939 i 1955 roku. Nic nie wskazuje na to, jak można wyjaśnić silnie zmienną pisownię.

## Śmierć
Otto Tibulski zmarł 25 lutego 1991 roku w Gelsenkirchen, gdzie został pochowany na Cmentarzu Staromiejskim.

## Upamiętnienie
- Otto Tibulski 19 lipca 2011 roku został dołączony do kabiny honorowej Schalke Gelsenkirchen.
- Imieniem Otto Tibuskiego została nazwa ulica na terenie klubu Schalke Gelsenkirchen oraz tzw. „strefa gościnności” w strefie VIP na Veltins-Arena.